# Tierpark Gotha
Tierpark Gotha is de dierentuin van de Duitse stad Gotha in de deelstaat Thüringen. De dierentuin is zes hectare groot en er worden ongeveer 140 diersoorten gehouden in Tierpark Gotha.

## Beschrijving
Tierpark Gotha richt zich in het bijzonder op kleine zoogdieren en zeldzame huisdierrassen. Uit de eerste groep worden verschillende grotere knaagdiersoorten (zoals capibara's, viscacha's, hutia's, stekelvarkens, springhazen en bobakmarmotten), rotsklipdassen, gordeldieren, kangoeroes en kleine roofdieren (zoals genetkatten en rode neusberen) gehouden. Daarnaast heeft de dierentuin een ruime collectie uilen, die tien inheemse soorten omvat. Verschillende oude en kleine verblijven zijn na de Duitse hereniging vervangen door moderne, ruimere verblijven. Vermeldingswaardig zijn de nieuwe verblijven van de Siberische tijgers en dingo's en het vernieuwde combinatieverblijf van de Syrische beren en steppevossen.

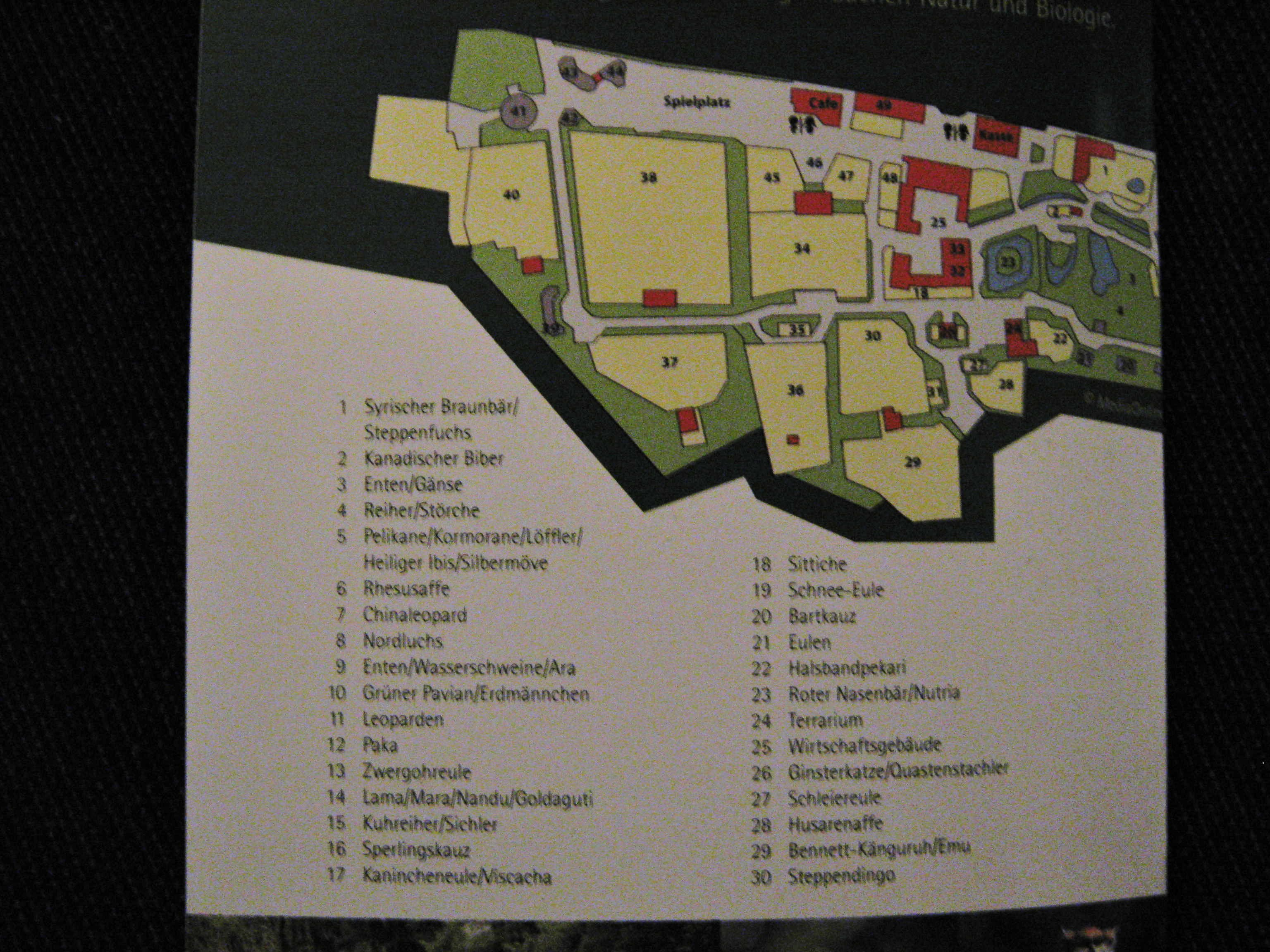
Plattegrond (1)
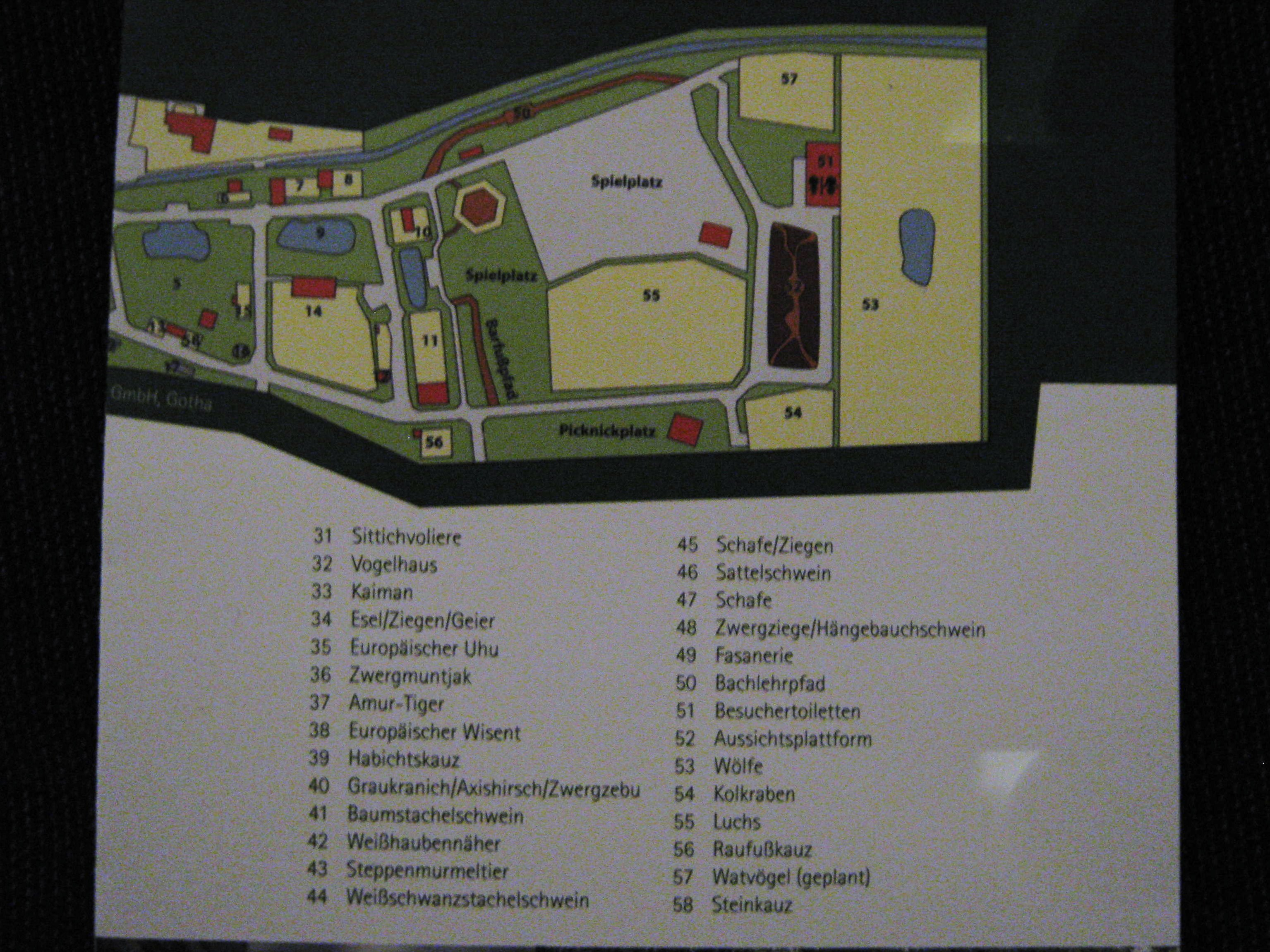
Plattegrond (2)